# Юшаев, Султан Тагирович
Султа́н Таги́рович Юша́ев (24 апреля 1960, Хасавюрт, Дагестанская АССР, РСФСР, СССР) — чеченский художник, ныне проживающий в Бельгии, Являлся членом Союза художников СССР, член Общества Бельгийских Профессиональных Художников, член Королевского общества портретной живописи Великобритании, член Международной ассоциации искусств АИАП ЮНЕСКО. Картины С. Юшаева находятся в коллекции королевы Бельгии Матильды. Автор герба Чеченской республики Ичкерия. Представитель чеченского тайпа барчхой. Тайп Барчхой входит в более крупное общество ауховцы.

## Биография

### Детство и юность
Родился 24 апреля 1960 года в чеченской семье в городе Хасавюрт Дагестанской АССР, РСФСР. В 1978 году окончил Хасавюртовское СОШ № 14 имени Х. Нурадилова и детскую художественную школу в Хасавюрте. В том же 1978 году поступил в Избербашское педагогическое училище на отделение художника-преподавателя. Спустя год С. Юшаев перевёлся в Дагестанское художественное училище им. М. А. Джемала г. Махачкала. В 1982 году, оставив училище, поехал в г. Ленинград и устроился вольнослушателем в институт живописи, скульптуры и архитектуры им. Репина в Академию художеств СССР. И в том же году поступил в этот же институт на факультет живописи. В 1983 году был призван в Советскую Армию. После двухлетней службы, в 1985 году продолжил учебу в мастерской монументальной живописи в Академии художеств С. Юшаев учился у А. А. Мыльникова, академика живописи и народного художника СССР. Его дипломной работой стала картина под названием "С родной земли", посвященная  депортации чеченского народа в феврале 1944 года. Это полотно сейчас хранится в Научно-исследовательском музее Академии художеств. После окончания учебы, С. Юшаев по приглашению от Министерства культуры Чечено-Ингушской АССР поехал работать в город Грозный. В 1990 году С. Юшаев стал членом Союза художников СССР.
С. Юшаев начал рисовать с самого раннего детства, когда ему было всего лишь два или год. Еще с малолетства, когда рисовал и что-то не получалось, мог нервничать и поранить кого-то острием карандаша. После такого случая у него отобрали острые карандаши, и он начал рисовать угольками, так как дома отапливались углем. Родители заметили увлечение С. Юшаева и купили ему краски, карандаши и все необходимое для творчества. С тех пор он постоянно занимаюсь рисованием.
У С. Юшаева сохранился рисунок, который, как говорят, он нарисовал, когда ему был год. Он хранит его очень бережно. Отец С. Юшаева, Тагир, был его первым учителем и вдохновителем. Он передал ему любовь к искусству и основные техники, которые он использует и сегодня. Его работы, включая историческую тематику, особенно трагические события в истории народов Кавказа, отражают влияние отца. В частности, С. Юшаев завершил картину о депортации чеченцев, которую начал отец, но не смог закончить из-за преждевременной смерти. С. Юшаев решил довести эту работу до конца и завершил её, учась в Ленинградской Академии художеств (ныне Санкт-Петербургский государственный академический институт живописи, скульптуры и архитектуры имени И.Е. Репина). Сейчас эта картина находится в Научно-исследовательском музее Российской Академии художеств, рядом с работами таких известных художников, как Рерих, Айвазовский, Репин и другие.

### Карьера
Мне приятно, что это мыслящие люди, которые неотделимы не только от своего народа, но и от всех нас, от всей нашей родины. Стремление у него было всё время, он приходил и показывал с 3-го курса он показывал нам эскизы монументальных росписей вместе со студентами, которые учились в нашей мастерской. И надо сказать, что он и там тоже преуспел, но когда дело подошло к диплому, то совершенно естественно, что та боль, которая существует у него в сердце, которая существует в сердце каждого в его родном крае и родном народе . Мы не могли не поддержать эту затею, это естественное желание коснутся этого, сказать об этой боли. Я желаю этому молодому человеку не отрываться от своего народа, я всё время твержу это. Только там, только вместе, только на этих корнях, только на этих соках должно вырасти Ваше доброе, светлое искусство.
На национальном съезде чеченского народа, который прошел в Грозном с 23 по 25 ноября 1990 года, был объявлен конкурс на создание эскизов первого герба Чеченской Республики. Эскиз, предложенный С. Юшаевым, понравился оргкомитету и был выбран в качестве официального герба Чеченской Республики Ичкерия.
В конце 1991 года С. Юшаев получил приглашение от Королевского Килского университета в Великобритании, где он провел выставку своих картин и проводил мастер-классы на факультете изобразительных искусств. Позже его пригласили в город Эксетер для написания портрета Эксетерского университета. Этот портрет сейчас находится в галерее университета среди других портретов бывших президентов.
Позже были написаны несколько семейных портретов для частных коллекционеров. С. Юшаев приезжал домой и принимал активное участие на всех выставках, которые проходили в Грозном. Позже, в 1995—1996 годы, во время боевых действий в Чечне, вся коллекция работ С. Юшаева, которые находились в музее изобразительных искусств им. П. Захарова, безвозвратно утрачена.
Картины С. Юшаева выставлялись в разных странах, включая Англию, Германию, Францию и Бельгию. Его талант искусства признают и такие известные художники, как Эбо Корзан и профессор Пекинской Академии художеств Дай Шихо из Китая, а также многие европейские мастера.
В 1992–1993 годах С. Юшаев принимал участие в разработке эскизов будущей валюты Чеченской республики Ичкерия, независимого государства. Однако, из-за того что С. Юшаев часто летал в Лондон, у него не было возможности активно участвовать в разработке валюты. Автором эскизов валюты является Хамур Ахмедов, ведущий художник Чеченской республики.

### Герб Ичкерии
Летом 1990 года С. Юшаев приехал в Чечню из Ленинграда (Санкт-Петербурга) и обустраивался в столице Чечни, городе Грозном. Организаторы Общенационального съезда чеченского народа, позднее ставшего конгрессом (ОКЧН), готовились к съезду, запланированному на осень 1990 года, и решили, что на этом форуме должны быть флаг и герб. Был объявлен конкурс в союзе художников Чечни, в котором почти все художники приняли участие. У каждого художника был свой вариант герба, и у С. Юшаева был вариант с волком в круге вечности. Был ещё второй вариант с волком в треугольнике, где каждый угол герба символизировал прошлое, настоящее и будущее чеченского народа. Оргкомитет обсуждал все варианты, и эскиз С. Юшаева с волком понравился всем. Этот вариант горячо поддержали известный чеченский историк Долхан Хожаев, популярный чеченский поэт Апти Бисултанов и многие другие. Этот вариант был принят оргкомитетом съезда чеченского народа. На первом съезде ОСЧН герб был без звезд, а идея добавления звезд пришла позже после обращения чеченских историков, изучающих тайпы и тукумы. Историки попросили С. Юшаева, сохраняя существующую геральдику, добавить звезды, вот так появился новый вариант герба который мы знаем. А на вопрос почему такая большая разновидность этих гербов по исполнению, Султан ответил, в то время не было как сегодня возможности печатать и поэтому герб рисовали от себя художники по всей республике с разным профессиональным уровнем, поэтому они такие разные иногда с нарушенными пропорциями иногда наивно..

## Мысли
На вопрос о чем вы мечтаете С. Юшаев ответил следующее:

Я бы хотел, чтобы восстановили Ауховский район и там открыть школу искусств для одаренных детей, где я мог бы проводить детские выставки, привозить сюда и выставлять картины моих европейских друзей. Думаю, это было бы интересно. Это моя задача и мечта. Я в это верю.

## Семья
Женат, есть дети. Сын С. Юшаева, Мансур, следует по стопам своего отца во многих направлениях. Мансур учится в Академии искусств и уже провел несколько совместных выставок с отцом. Мансур активно занимается карате под руководством своего отца. Он начал тренироваться с 8 лет и уже достиг значительных успехов на международных турнирах. Старшая дочь С. Юшаева оканчивает Антверпенскую академию художеств по специальности «дизайн интерьера», а старший сын выбрал архитектуру и дизайн, дочь Мадина учится в Академии искусств.
Дедушка Султана Хусейн был известным часовым мастером на Кавказе, отец Султана Юшаева Тагир работал также часовым мастером в Хасавюрте, был он также художником, правда без диплома, так как не имел возможности получить образование из-за депортации чеченцев в 1944 году.
Родной брат С. Юшаева, Замир, также является талантливым художником и признанным в Германии. З. Юшаев живет и работает в Лейпциге, где имеет свою галерею и мастерскую. Его картины находятся в частных и государственных коллекциях многих стран мира

## Выставки
| Год  | Город        | Выставка                                     |
| ---- | ------------ | -------------------------------------------- |
| 2011 | Санкт-Галлен | Портреты, пейзажи, так и тематические работы |
| 2023 | Грозный      | Творческий вечер                             |

## Галерея
- "С родной земли" автор Султан Юшаев
- "Один" 2010, масло
- "Память. СагIа (жертвоприношение)" 1990, 63–72 cm, холст масло
- "Утро в горах" 2001, холст масло
- "Эскиз росписи Кавказский рынок" 1985, 60-70 см. бумага акварель темпера